# (472651) 2015 DB216
(472651) 2015 DB216, também escrito como (472651) 2015 DB216, é um corpo celeste que é classificado pelo Minor Planet Center como um Centauro. O mesmo possui uma magnitude absoluta de 8,3 e tem um diâmetro com cerca de 44–160 km. É o único centauro em uma órbita ferradura com o planeta Urano, e o terceiro, coorbital de Urano descoberto depois de 2011 QF99 e 83982 Crantor.

## Descoberta
(472651) 2015 DB216 foi descoberto no dia 27 de fevereiro de 2015 pelo Mt. Lemmon Survey.

## Órbita
A órbita de (472651) 2015 DB216 tem uma excentricidade de 0,325 e possui um semieixo maior de 19,215 UA. O seu periélio leva o mesmo a uma distância de 12,977 UA em relação ao Sol e seu afélio a 25,452 UA.